# يوجين بارمان
يوجين بارمان (بالإنجليزية: Eugene Bareman؛ مواليد 21 مايو 1979) هو مدرب نيوزيلندي لفنون القتال المختلطة. وهو مقاتل محترف سابق في فنون القتال المختلطة والكيك بوكسينغ. وهو المدرب الرئيسي ومؤسس سيتي كيك بوكسينغ.

## وصلات خارجية
- يوجين بارمان على موقع شيردوغ (الإنجليزية)
- يوجين بارمان على موقع Tapology.com (الإنجليزية)